# Live in México
Live in Mexico fue una gira musical del cantante puertorriqueño Ricky Martin. El tour recorrió solamente ciudades de México. El cantante aprovechó para recorrer el país al residir por unos meses allí mientras cumplía su contrato con Televisa, en un reality show.

## Lista de canciones
1. Come with Me
2. Shake Your Bon-Bon
3. Adrenalina
4. Vuelve
5. Livin' la vida loca
6. Revolution
7. It´s allright
8. Dime que me quieres
9. Tal vez
10. Tu recuerdo
11. Y todo queda en nada
12. Fuego de noche, nieve de día
13. Volverás
14. La vida
15. Lola
16. María
17. La bomba
18. Por arriba, por abajo
19. Pégate
20. La copa de la vida

## Fechas de la gira
| Fecha                   | Ciudad            | País   | Local                           | Observación         |
| ----------------------- | ----------------- | ------ | ------------------------------- | ------------------- |
| México                  |                   |        |                                 |                     |
| 3 de octubre de 2014    | Ciudad de México  | México | Palacio de los Deportes         | 15,000 espectadores |
| 4 de octubre de 2014    | Ciudad de México  | México | Palacio de los Deportes         |                     |
| 6 de octubre de 2014    | Guadalajara       | México | Arena VFG                       | 16,950 espectadores |
| 8 de octubre de 2014    | Monterrey         | México | Arena Monterrey                 |                     |
| 9 de octubre de 2014    | Monterrey         | México | Arena Monterrey                 |                     |
| 29 de octubre de 2014   | Ciudad del Carmen | México | Estadio Resurgimiento           |                     |
| 31 de octubre de 2014   | Mérida            | México | Coliseo de Yucatán              |                     |
| 1 de noviembre de 2014  | Villahermosa      | México | Teatro al Aire Libre            |                     |
| 2 de noviembre de 2014  | Ensenada          | México | Viñedo San Gabriel              |                     |
| 5 de noviembre de 2014  | Querétaro         | México | Plaza de Toros Santa María      |                     |
| 7 de noviembre de 2014  | Puebla            | México | Centro Expositor                |                     |
| 8 de noviembre de 2014  | Morelia           | México | Plaza Monumental                |                     |
| 9 de noviembre de 2014  | Aguascalientes    | México | Megavelaria Ags                 |                     |
| 12 de noviembre de 2014 | Chihuahua         | México | Estadio Almanza                 |                     |
| 13 de noviembre de 2014 | Torreón           | México | Coliseo Centenario              |                     |
| 14 de noviembre de 2014 | San Luis Potosí   | México | Domo de San Luis                |                     |
| 25 de noviembre de 2014 | León              | México | Poliforum de León               |                     |
| 27 de noviembre de 2014 | Hermosillo        | México | Expo Forum                      |                     |
| 29 de noviembre de 2014 | Mexicali          | México | Centro de espectáculos          |                     |
| 30 de noviembre de 2014 | Tijuana           | México | Plaza Monumental de Tijuana     |                     |
| 15 de diciembre de 2014 | Veracruz          | México | World Trade Center              |                     |
| 16 de diciembre de 2014 | Campeche          | México | Estadio Nelson Barrera Romellón |                     |
| 18 de diciembre de 2014 | Ciudad Juárez     | México | Estadio Carta Blanca            |                     |
| 20 de diciembre de 2014 | Culiacán          | México | Foro Tecate                     |                     |

## Datos
- Ricky Martin se presentó el 14 de noviembre en Veracruz, como parte de la ceremonia de inauguración de los XXII Juegos Centroamericanos y del Caribe, Veracruz 2014.

- El 20 de noviembre Martin asistió a la entrega de los Grammy Latinos 2014; allí presentó su nuevo sencillo "Adiós".

- El boricua también tuvo una participación especial en el cierre del Teletón México 2014 el día 6 de diciembre.